# Devil & Devil - La spada del demone
Devil & Devil - La spada del demone (デビデビ?, Debi Debi) è un manga scritto e disegnato da Yuki Miyoshi e pubblicato in Giappone dalla Shogakukan. I singoli capitoli che compongono l'opera sono stati raccolti in formato tankōbon in 15 volumi e messi in commercio da marzo 1998 a novembre 2000. In Italia la pubblicazione è stata effettuata da GP Publishing, da aprile 2011 a ottobre 2012, in edizione autonoma Devil & Devil per i primi due volumi e sulla collana GP Fiction dal terzo numero in poi.

## Trama
Un demone e un angelo, Sword il primo e Ios il secondo, mentre disputano il loro 101º duello vengono catapultati nel mondo degli umani, feriti gravemente dal duro scontro per poter sopravvivere sulla Terra sono costretti a rifugiarsi nei corpi di due ragazzi: Kanna e Soma due fratelli gemelli. Costretti così a convivere sotto lo stesso tetto e non potendo più usare i loro poteri magici devono anche fare i conti con le precedenti personalità: Ios ha preso possesso del corpo del violento Kanna il bullo della scuola, mentre Sword deve fare i conti con quello di Soma un timido e imbranato ragazzino che viene spesso picchiato e maltrattato da tutti. Per mascherare il cambiamento di carattere dei due ragazzi fingono di avere un'amnesia ma talvolta le precedenti identità riaffiorano facendogli compiere delle azioni involontarie, soprattutto in Sword. Così bloccati in un mondo a loro sconosciuto e intrappolati in dei corpi non appropriati devono trovare la maniera di collaborare sia per ritornare nei loro mondi ma anche perché sulla Terra stanno arrivando dei nemici.

## Personaggi
- Sword è un demone burbero e arrogante ha lunghi capelli neri, occhi rossi come la brace e canini aguzzi. Il suo unico obbiettivo è distruggere una volta per tutte Ios; ama l'alcol, le belle donne ed eliminare i nemici e tutti quelli che gli mancano di rispetto. Sulla terra occupa il corpo di Soma.
- Ios è un angelo leale e gentile ha lunghi capelli biondi e occhi marroni. Si preoccupa sempre per gli altri ed e dei due il più cerca di far rigare dritto Sword. Sulla terra occupa il corpo di Kanna.

## Pubblicazione
Il manga di Devil & Devil è stato serializzato nel settimanale Weekly Shōnen Sunday, edito da Shogakukan, dal 1997 al 2000. La serie in Giappone è stata raccolta in 15 volumi tankōbon pubblicati dal 18 febbraio 1998 al 18 novembre 2000.
In Italia la serie è stata pubblicata da GP Publishing dal 16 aprile 2011 al 20 ottobre 2012.

### Volumi
| Nº | Data di prima pubblicazione | Data di prima pubblicazione | Data di prima pubblicazione | Data di prima pubblicazione |
| Nº | Giapponese                  | Giapponese                  | Italiano                    | Italiano                    |
| -- | --------------------------- | --------------------------- | --------------------------- | --------------------------- |
| 1  | 18 febbraio 1998            | ISBN 4-09-125351-2          | 16 aprile 2011              | ISBN 978-88-6468-356-0      |
| 2  | 18 maggio 1998              | ISBN 4-09-125352-0          | 25 giugno 2011              | ISBN 978-88-6468-357-7      |
| 3  | 8 agosto 1998               | ISBN 4-09-125353-9          | 30 agosto 2011              | ISBN 978-88-6468-358-4      |
| 4  | 17 ottobre 1998             | ISBN 4-09-125354-7          | 22 ottobre 2011             | ISBN 978-88-6468-359-1      |
| 5  | 10 dicembre 1998            | ISBN 4-09-125355-5          | 19 novembre 2011            | ISBN 978-88-6468-360-7      |
| 6  | 18 febbraio 1999            | ISBN 4-09-125356-3          | 17 dicembre 2011            | ISBN 978-88-6468-580-9      |
| 7  | 17 aprile 1999              | ISBN 4-09-125357-1          | 21 gennaio 2012             | ISBN 978-88-6468-581-6      |
| 8  | 17 luglio 1999              | ISBN 4-09-125358-X          | 18 febbraio 2012            | ISBN 978-88-6468-582-3      |
| 9  | 18 settembre 1999           | ISBN 4-09-125359-8          | 24 marzo 2012               | ISBN 978-88-6468-686-8      |
| 10 | 10 dicembre 1999            | ISBN 4-09-125360-1          | 21 aprile 2012              | ISBN 978-88-6468-687-5      |
| 11 | 18 marzo 2000               | ISBN 4-09-125691-0          | 23 giugno 2012              | ISBN 978-88-6468-688-2      |
| 12 | 18 maggio 2000              | ISBN 4-09-125692-9          | 22 luglio 2012              | ISBN 978-88-6468-689-9      |
| 13 | 18 luglio 2000              | ISBN 4-09-125693-7          | 25 agosto 2012              | ISBN 978-88-6468-690-5      |
| 14 | 18 settembre 2000           | ISBN 4-09-125694-5          | 22 settembre 2012           | ISBN 978-88-6468-691-2      |
| 15 | 18 novembre 2000            | ISBN 4-09-125695-3          | 20 ottobre 2012             | ISBN 978-88-6468-692-9      |